# NSD
En informática de Internet, NSD (del inglés "dominio de servidor de nombres") es un programa de servidor de código abierto para el sistema de nombres de dominio. Fue desarrollado por NLnet Labs de Ámsterdam, en cooperación con el RIPE NCC, desde cero como un servidor de nombres con autoridad (es decir, no implementar la función de almacenamiento en caché recursiva por diseño). La intención de este desarrollo es agregar varianza a la "reserva genética" de las implementaciones DNS utilizados por los servidores de nombres de más alto nivel y por lo tanto aumentar la capacidad de recuperación de DNS contra fallas de software o exploits.
NSD utiliza archivos de zona de estilo BIND (archivos de zona utilizadas bajo BIND normalmente pueden utilizarse sin modificaciones en NSD, una vez ingresados en la configuración NSD).
NSD utiliza la información recopilada a través de 'zonec' en un archivo de base de datos binarios (nsd.db) lo que permite el arranque rápido del demonio del servicio de nombres NSD, y permite que los errores de sintaxis estructural en los archivos de zona sean marcados en tiempo de compilación (antes de ser  puestos a disposición de servicio NSD en sí).
La colección de programas/procesos que constituyen NSD están diseñados para que el demonio NSD se ejecute como un usuario sin privilegios y pueda ser fácilmente configurado para ejecutarse en una cárcel Chroot, tal que las fallas de seguridad en el demonio de NSD probablemente no compromentan todo el sistema, como sería sin esas medidas.
A partir de marzo de 2008, tres de los servidores de nombres raíz de Internet utilizan NSD:
- K.root-servers.net fue cambiado a NSD el 19 de febrero de 2003.[2]
- Uno de los 2 servidores con balanceo de carga para h.root-servers.net (llamados "H1" y "H2") fue cambiado a NSD, y ahora hay 3 servidores todos corriendo NSD (llamados "H1", "H2" y "H3").[3]
- L.root-servers.net cambió a NSD el 6 de febrero de 2007.

Varios otros TLDs utilizan NSD para parte de sus servidores.